# Николаев, Юрий Анатольевич
Юрий Анатольевич Николаев (14 августа 1958, Ленинград) — советский и российский барабанщик, перкуссионист. Участник групп «Время Любить», «Выход», «Паутина», «Поп-Механика», «Романтики», «Чистяков-Бэнд», «Трилистник», «Турецкий Чай», «Оазис Ю», «Огненная муха», «Аквариум», «Разные люди», «Puttin' On The Beatles Style».

## Биография
Учился в музыкальном училище им. Мусоргского (где его однокурсником был Александр Ляпин), которое окончил в 1980 году, параллельно работая в театре Музкомедии. Работал в Ленконцерте в Ленинградском эстрадном оркестре под управлением Анатолия Бадхена. В составе оркестра выступал с Мишелем Леграном, и отыграл с Леграном 18 концертов в Москве, Ленинграде и Ереване. Работа с Леграном и отличные отзывы о концертах резко подняли рейтинг Николаева и дали прекрасный старт его карьере.
В разное время играл в группах — «Выход» Сергея Селюнина (1989—1990), «Трилистник» Дюши Романова (1989—1991), «Оазис Ю» Алексея Рыбина (первая пол. 1990-х), «Аквариум» (1996—1997), «Чистяков-Бэнд», и «Турецкий чай» Александра Ляпина, «Вермишель Orchestra» (1996), «Разные люди» Александра Чернецкого (2003—2007) и многих других.
В творчестве Николаева особое место занимает «Поп-механика» Сергея Курехина, в которой он играл с 1990 по 1996 год, то есть в годы, когда у «Поп-механики» появилась возможность гастролировать по миру более компактным составом.
В 2006 году вместе со своим другом Наилем Кадыровым становится участником группы Puttin’ On The Beatles Style, специализирующейся на кавер-версиях песен группы The Beatles.